# Stixwould
Stixwould är en by i civil parish Stixwould and Woodhall, i distriktet East Lindsey, i grevskapet Lincolnshire, i England. Byn är belägen 9 km från Horncastle. Stixwould var en civil parish fram till 1987 när blev den en del av Stixwould and Woodhall. Civil parish hade 150 invånare år 1961. Byn nämndes i Domedagsboken (Domesday Book) år 1086, och kallades då Stigeswald(e)/Stigeswalt.